# Marismas de Isla Cristina
Las marismas de Isla Cristina son unas marismas de la costa atlántica de Andalucía (España) situadas en la desembocadura del río Carreras, declaradas paraje natural en 1989 (Ley 2/89 de inventario de los Espacios Naturales Protegidos de Andalucía).
Cuenta con una superficie de 2145 ha, repartidas entre los municipios de Ayamonte e Isla Cristina.
Las marismas en general son zonas húmedas, terrenos bajos y pantanosos que se inundan por las aguas del mar durante la marea alta. Normalmente están en zonas de desembocadura fluvial, como estas. La dependencia mareal de estos ecosistemas les confiere una ausencia casi total de estacionalidad. Desde el punto de vista paisajístico, se pueden diferenciar dentro de las marismas, aquellas zonas en las que la intervención del hombre ha transformado el ecosistema para su uso y las otras zonas mejor conservadas.

## Estructura
Las marismas se extienden por los términos municipales de Ayamonte (1400'73 ha) e Isla Cristina (744'27 ha).
En las áreas donde las marismas están transformadas, entre otras, para el desarrollo de actuaciones de acuicultura marina, predominan las láminas de agua sobre el resto, distribuidas en estanques y piscinas. A pesar de los usos que se desarrollan en esta zona se mantienen los caños y esteros originales de la marisma. La homogeneidad que ha adquirido la marisma es muy significativa. En las zonas donde las marismas están mejor conservadas se mantiene el matorral característico de estos humedales. La vegetación está compuesta por comunidades halófilas, típicas de estos hábitats, adaptadas al encharcamiento mareal diario. Las comunidades animales también son importantes, y son las aves el grupo más representativo de este ecosistema, aportando al paisaje una peculiaridad importante. La homogeneidad del color del matorral queda contrastada con la presencia de agua, que constituye un elemento de gran atracción. En esta unidad guarda una importancia especial el paisaje panorámico, ya que al ser muy llano el territorio, permite tener escenarios de visión amplios, dejando ver el paisaje de las unidades aledañas, destacando las vistas de la ciudad de Isla Cristina o de las masas de pinares. También es de destacar a lo largo del día las distintas tonalidades de la marisma producidas por los cambios de luz según trascurre el día.
A continuación, se describen con más detalle las diferentes partes de que se componen las Marismas de Isla Cristina.

### Marisma del Carreras
Unidad que comprende 266,12 ha. Es paraje natural protegido, donde la espartina es la especie más abundante junto con especies salinas, en áreas menos inundables aparece la retama y el junco. La geomorfología es una gran franja litoral llana, transición tierra-mar y con fluctuaciones estacionales. La avifauna (ver fauna para más detalle) de la marisma cobija a muchas especies de limícolas y anátidas que aportan gran valor a la unidad. Junto a la fauna de la marisma de alto valor ecológico, hay que destacar los valores de paisaje, ya que tanto por su alta calidad como por su fragilidad la unidad tiene un gran interés. Está ligada íntimamente a la ciudad de Isla Cristina en su zona sur, en el norte la bordea la vía Verde Litoral.

### Marisma del Prado
Conocido por Prado Hondo. Es un brazo de la marisma con una superficie de 30,29 ha, que ha quedado aislado debido a la desecación de esta para el cultivo de la fresa. Las características ambientales de la unidad son muy similares a las anteriores. Esta pequeña parte de la marisma es la que linda con La Redondela, de donde parte un sendero.

### Marisma del Caño del Puntal
Comprende la zona oeste de la marisma entre la ciudad de Isla Cristina, el de Cañas y el límite con el término de Ayamonte, con una superficie de 371'24 ha. Es una marisma transformada y degradada, por la explotación como salinas; en la actualidad se desarrollan actividades de acuicultura. Estos usos degradan la marisma, la homogenizan y la empobrecen haciendo que descienda su valor ecológico. Aquí se encuentra un molino mareal bien conservado tras una restauración de 1995 como pequeño centro de visitantes.

### Marisma trasformada del Carreras
Unidad ambiental de similares características que la anterior, ocupa 76,62 ha, son tres manchas de marisma transformada, se sitúan en el área este de la marisma del Carrera. Los usos humanos que se desarrollan son: la acuicultura, para la cual se construyen piscinas y se fracciona la marisma, y el cultivo de la fresa con la consiguiente desecación de la marisma.

### El Moral
Praderas hidrofílica halófitas de influencia mareal de unas 311 ha transformada con repoblación de tarajes (Tamarix canariensis, Tamarix africana) y formación de marismas de almajos (Arthrocnemetea), bien conservados y praderas de espartinas, Spartina densiflora. Dentro del monte mediterráneo (presencia de bosquetes de especies caducifolias mediterráneas), aparecen algunos taxones endémicos como Teucrium algarbiense, Thymus mastichina subsp. mastichina que no se incluyen en el ecosistema en estudio aunque pertenecen a la unidad para la protección de la marisma. Está recorrido por un sendero para su interpretación que parte de la cercana Punta del Moral.

### Salinas de los Pérez
Marisma mareal de Arthrocnemetea (vegetación típica) con presencia del endemismo local relicto protegido Picris wilkommi y algunas especies raras como Armeria linkiana y Spergularia fimbriata con una extensión aproximada de 166 ha. Su cuenca está transformada por salinas. Véase flora para conocer las especies propias de la marisma.

### El Tamijar
Importante formación halófita de almajos (Arthrocnemetea). Sus características son parecidas a las del caño del puntal. (Ver flora para más detalle). Presenta algunas marismas continentalizadas de castañuelas (Scirpus maritimus) de gran belleza y paisaje hacia el norte.
Conserva una importante formación halófita de praderas de espartinas (Spartinetea), almajos. Abundan comunidades de limícolos, láridos, ardeidos etc. Véase flora y fauna para conocer las especies propiamente de la marisma. Es una de las unidades mayores del paraje natural con varias salinas en explotación y 589 ha. En su zona norte puede ser atravesada por la vía Verde Litoral.

### Punta del Robalito
Incluye estero de Canela y estero del Pinillo en sus bordes norte y sur dejando una zona de salinas cercanas al núcleo de Ayamonte que deja degradado el paisaje de la marisma. Esta unidad forma una isla de 237 ha de almajos y praderas de Frankenietea. En su zona sur la degradación por urbanizaciones es bastante acusada.

### Salón de Santa Gadea
Conecta directamente con Ayamonte y más de la mitad de sus 97 ha son salinas. Abundan almajos y espartinas principalmente.

## Geografía
La hidrografía actual se remonta al terremoto de Lisboa de 1755 y a las sucesivas acumulación y retirada de sedimentos, tanto del Guadiana como recientemente de los ríos Tinto-Odiel debido a la construcción del espigón Juan Carlos I y otros diques que varían el flujo de sedimentos. Para una estructuración por zonas, véase estructura de las marismas.
Se enmarcan en la desembocadura de la ría Carreras, influida enormemente por las obras de los diques de poniente y levante del puerto de Isla Cristina que evita en buena medida la acumulación de depósitos y su disminución de calado. Cuenta con un extenso sistema de esteros y caños que desembocan a dicha ría. Al oeste lo limitan la ciudad de Ayamonte y la Reserva Natural del Sapal de Castro Marim y Vila Real de Santo António (perteneciente al río Guadiana). Al norte la Vía Verde Litoral, al sur la ciudad de Isla Cristina y el océano Atlántico y una zona de bosque de pino mediterráneo y dunas del ICONA y finalmente al este una zona de regadío cercano al núcleo de La Redondela.
El drenaje y la aportación de las aguas proviene del océano Atlántico fundamentalmente, el río Guadiana deposita sedimentos y tiende a independizarse del sistema de canales de las marismas de Isla Cristina. Subsiguientemente las marismas son saladas existiendo diferentes grados de salinidad según el área. En ciertos puntos aún pueden explotarse comercialmente algunas salinas para la obtención de sal.
Se trata de un ámbito donde la dinámica litoral y sedimentaria han desencadenado todo un complejo
de formaciones costeras situadas en la bocana del estuario del Guadiana, resultado de la interacción del viento, el oleaje, las mareas, la influencia fluvial, y la intervención humana mediante obras de ingeniería costera como ya se ha comentado.

## Recorriendo el paraje natural
Existen puntos de observación de aves en distintas zonas de las marismas y una Vía Verde, proveniente de la reconversión del antiguo ferrocarril Huelva-Ayamonte, la recorre longitudinalmente. Esta vía es particularmente adecuada para el senderismo y el ciclismo gracias a la escasa pendiente de la línea ferroviaria. Otras vías de senderismo con puntos de interpretación se localizan en Laguna del Prado, Molino mareal de Pozo del Camino y en las salinas del Duque.

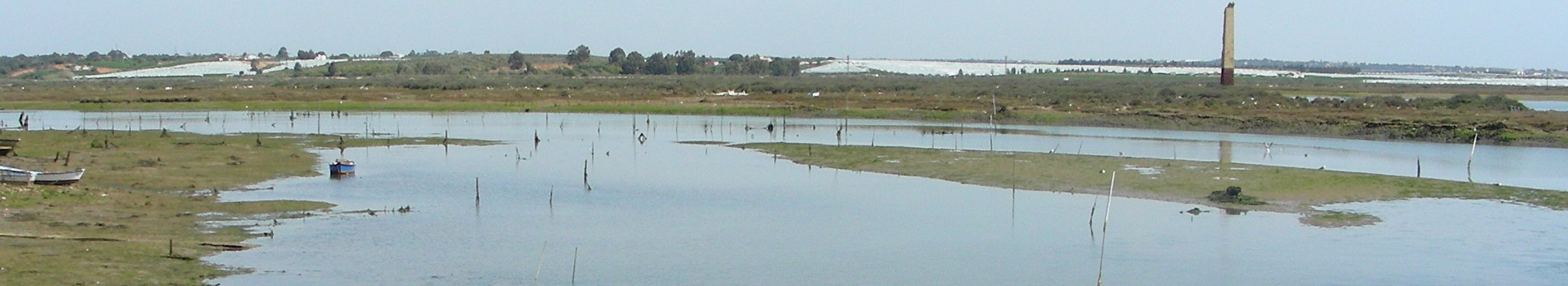
Paisaje norte del paraje natural.

Existen tres senderos señalizados en las marismas:
- Laguna del Prado: Accesible y cercano al caso urbano de La Redondela. 1192 metros de longitud.
- Molino mareal de Pozo del Camino: Acceso directo desde la vía verde litoral a la altura de Pozo del Camino. Tiene una longitud de 835 metros.
- Salinas el Duque: Accesible desde el norte de Punta del Moral. Cuenta con observatorio de aves. Tiene unos 7'15 km y se recorre en unas 2 horas.

### Ecomuseo
El "ecomuseo" de las Marismas de Isla Cristina, ubicado en el lugar desde el que parte el sendero del molino mareal de Pozo del Camino, cuenta también con un Centro de Interpretación el hombre y la marisma. Este molino de mareas data del siglo XVIII y ha sido rehabilitado. En él se puede descubrir cómo el hombre ha explotado de distintas formas  para su aprovechamiento, dentro de las posibilidades que ofrecían las marismas. Conocido como Molino del Pintado, tenía seis muelas y fue construido por el indiano y mecenas de origen ayamontino Manuel Rivero (el Pintado), 

en cantería de piedra ostionera, caliza marina traída en sus naves desde Cádiz, y servía para moler un trigo para pan que a menudo provenía del Obispado de Córdoba, tras embarcar en Sevilla.
3 de abril de 2009, ADN.es, Cádiz

En octubre de 2009, se inaugura también en este edificio un museo de las marismas en el que se puede interpretar este ecosistema de humedales.

## Biología

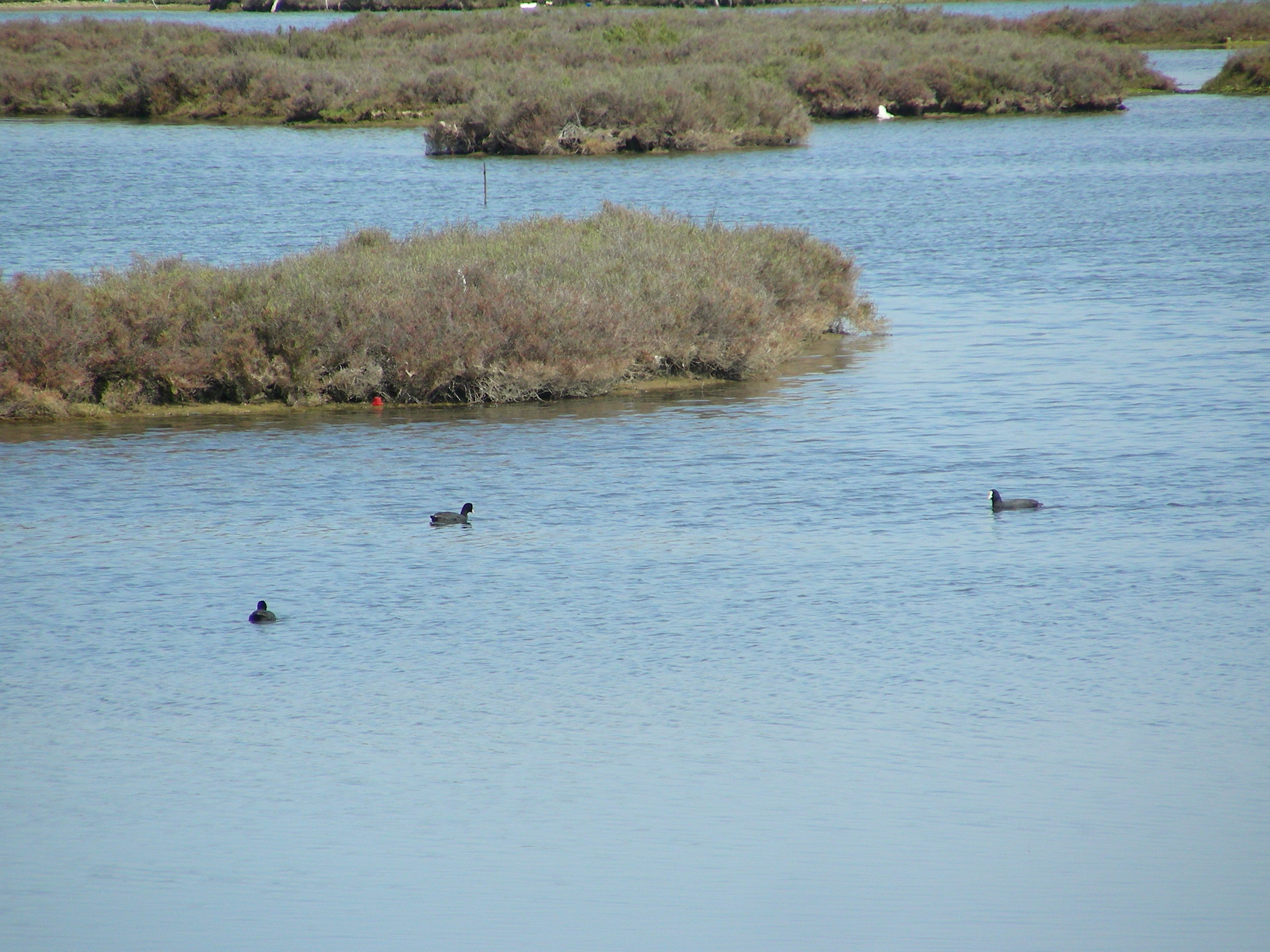
Muestra de avifauna.

Afortunadamente este paisaje marismeño está aceptablemente conservado. La presencia de una comunidad faunística ligada a espacios húmedos —con multitud de especies protegidas que la utilizan como lugar de invernada, cría y nidificación—, obliga a extremar las precauciones en torno a la conservación y preservación de este espacio. Los puntos de interpretación del paraje ayudan a comprender cómo funciona y por tanto a su preservación.
Dentro de la marisma destacan las aves acuáticas, cuyas especies más sobresalientes son las presentes en el LIC – Marismas de Isla Cristina (ES6150005) y que comprende la misma superficie que la ZEPA (Zona de Especial Protección para las Aves), y se eleva a propuesta como Zona de Especial Conservación. Las especies animales más relevantes son entre los mamíferos la nutria (Lutra lutra) que figura en el Anexo II de la - Directiva Comunitaria de Hábitats (D. 92/43 CEE), como Especies de Interés Comunitario para cuya conservación es necesario designar
Zonas Especiales de Conservación. Igualmente aparecen en la marisma 22 aves que figuran en el Anexo I de la Directiva 79/409/CEE y 41 aves migradoras de presencia regular que no figuran en dicho anexo.

### Flora
Las especies arbustivas deben estar adaptadas a las condiciones de salinidad por lo que esta necesidad de adaptación hace que el número de especies no sea tan abundante como la de fauna.
La flora más representativa estaría compuesta principalmente por:
- Pino piñonero, Pinus pinea
- Sabina negra, Juniperus phoenicea L.
- Cantueso, Lavandula stoechas
- Romero, Salvia rosmarinus
- Almajo, Suaeda vera
- Picris, Picris wilkommi

En esta zona crece también el enebro marítimo, Juniperus oxycedrus subsp. macrocarpa, un arbusto endémico que en Andalucía sólo está presente en Huelva y Cádiz. No se permite la recolección de ninguna planta en este paraje natural. No se describen las especies extrañas no propias de las marismas.

### Fauna
Entre los animales de la zona se encuentra:

#### Aves
La avifauna más representativa de las marismas son: espátulas, cigüeñas y pagazas.

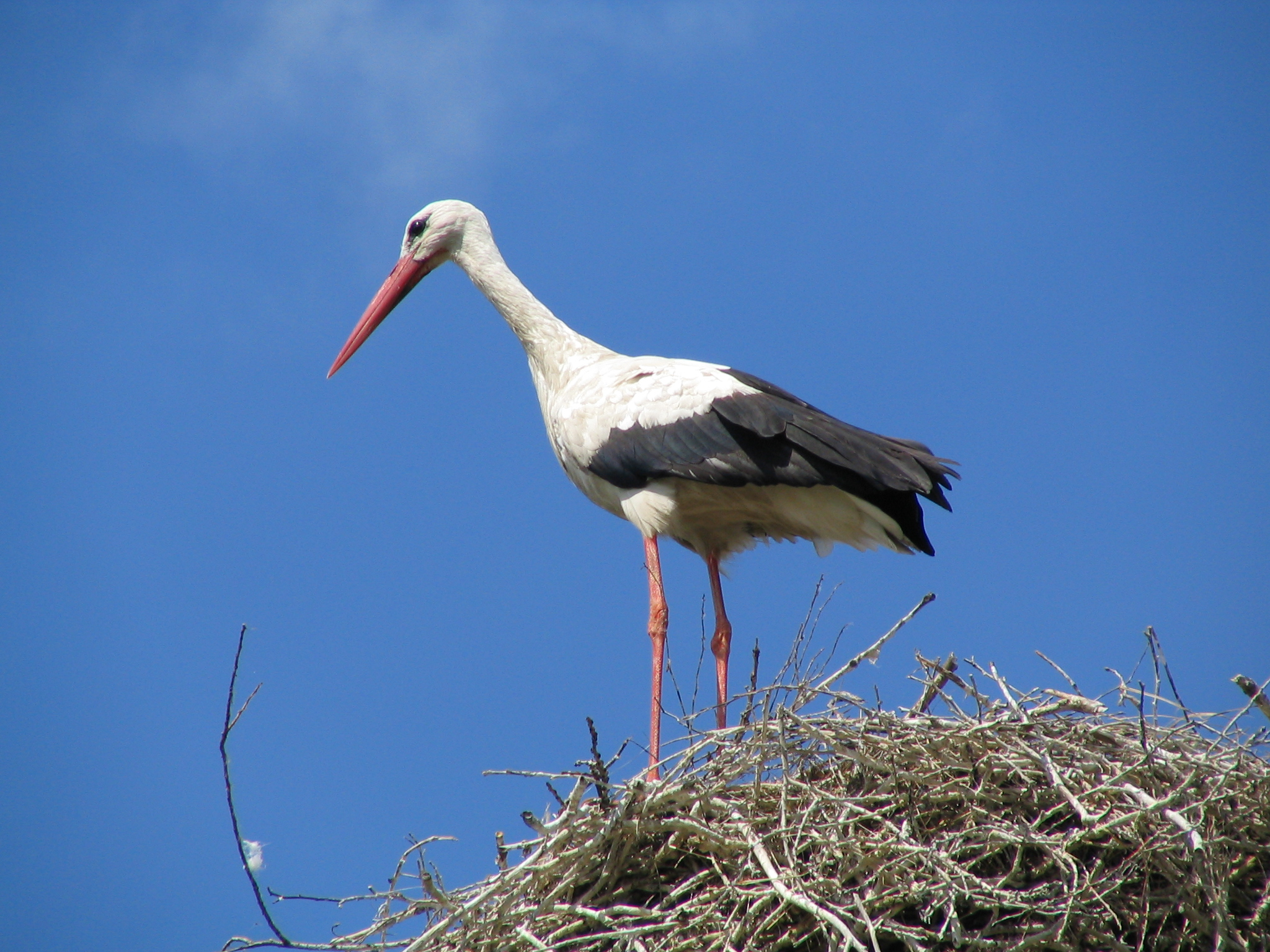
Cigüeña común, Ciconia ciconia.
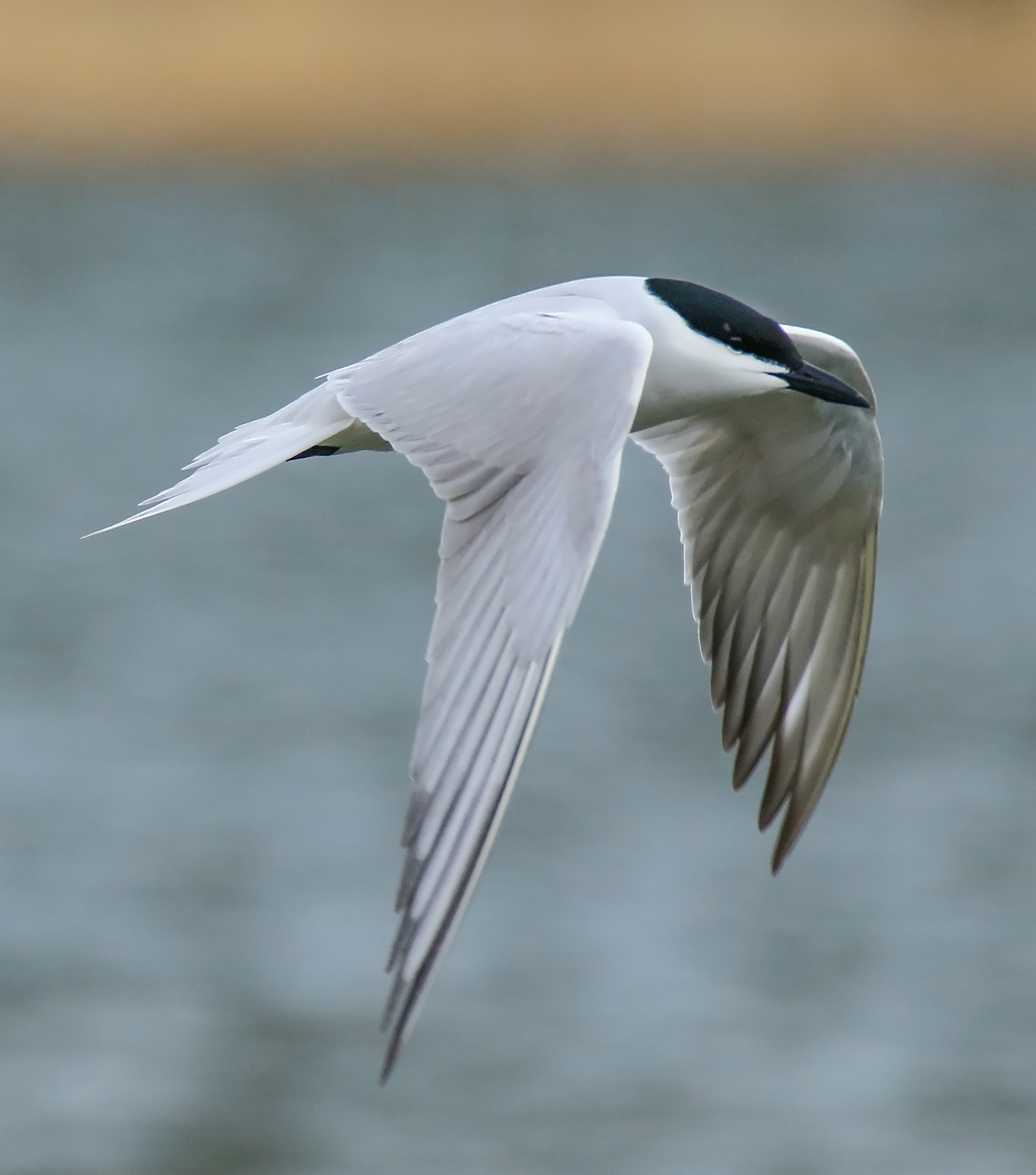
Pagaza piconegra, una de las especies más representativas de estas marismas.
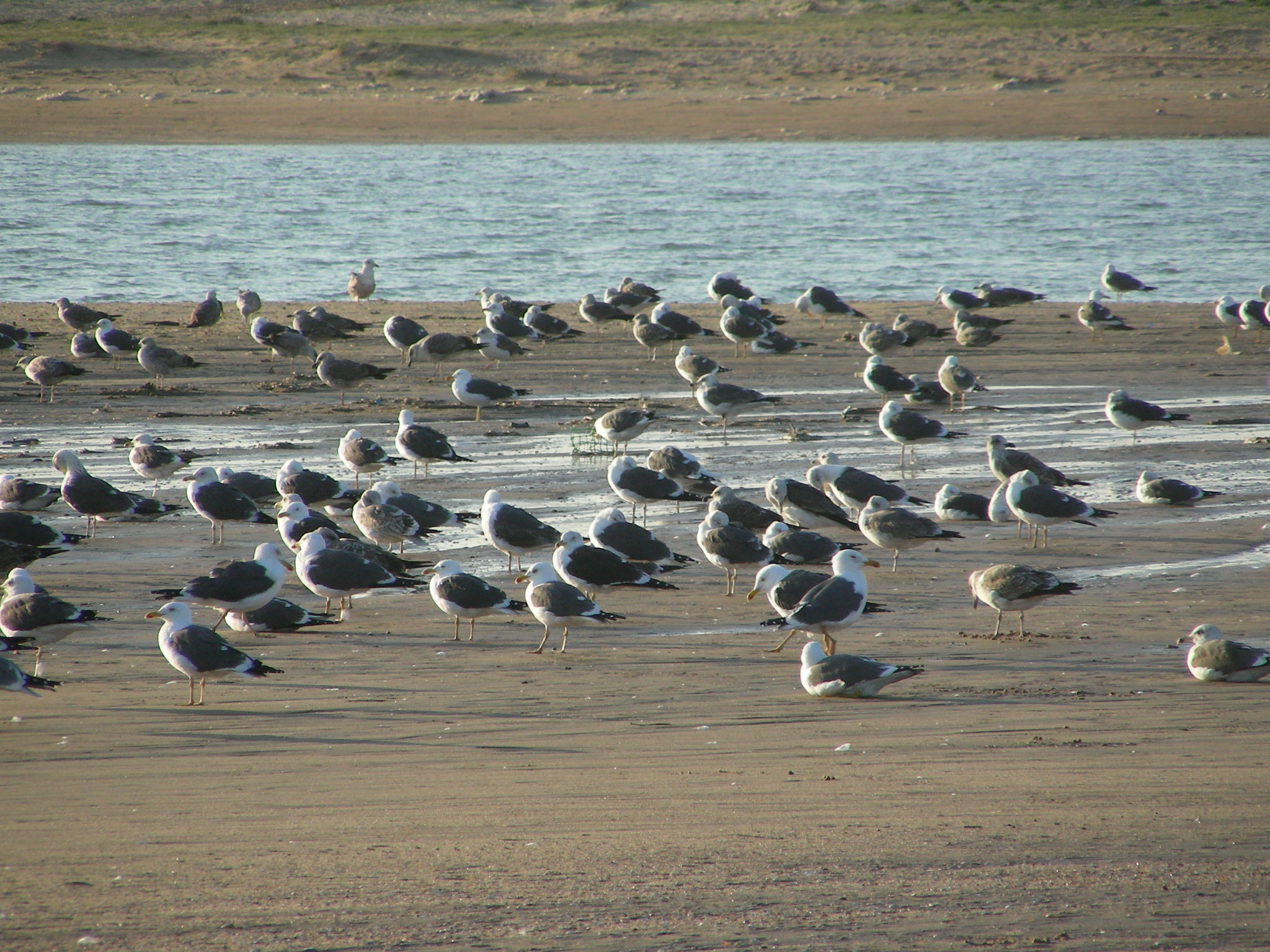
Gaviotas en las marismas.

Hay especies que eligen la marisma para la invernada mientras otras lo hacen en la época estival. Por el contrario, otras especies usan las marismas como hábitat durante todo el año. Para conocer las especies que usan las marismas para pasar todo el año o las aves migratorias que sólo pasan cierta época del año, ver el anexo de aves.

#### Anfibios

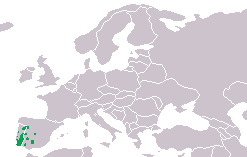
Área de distribución del sapo partero ibérico Alytes cisternasii.

La fauna anfibia de la marisma son salamandras, ranas y sapos (solo se muestra el nombre científico debido a la extensa variedad de nombres vulgares):
- Alytes cisternasii
- Bufo bufo
- Bufo Calamita
- Discoglossus galganoi
- Hyla meridionalis
- Pelobates cultripes
- Pleurodeles waltl
- Rana perezi
- Salamandra salamandra (subespecies VU o LRnt)
- Triturus boscai LRnt
- Triturus pygmaeus

#### Peces continentales
La mayoría forman parte de la dieta de la avifauna. Debido a que no tienen demasiado interés económico no son conocidos comúnmente por sus nombres vulgares. Los peces que viven en el abrigo de las marismas son:
- Petromyzon marinus
- Alosa alosa
- Barbus comizo
- Barbus microcephalus
- Barbus sclateri
- Chondrostoma lemmingii
- Chondrostoma willkommii
- Squalius alburnoides
- Cobitis paludica
- Fundulus heteroclitus

#### Reptiles
Existe una especie, el galápago leproso, Mauremys leprosa. Su actividad es muy baja y no se ven ejemplares comúnmente.

#### Mamíferos

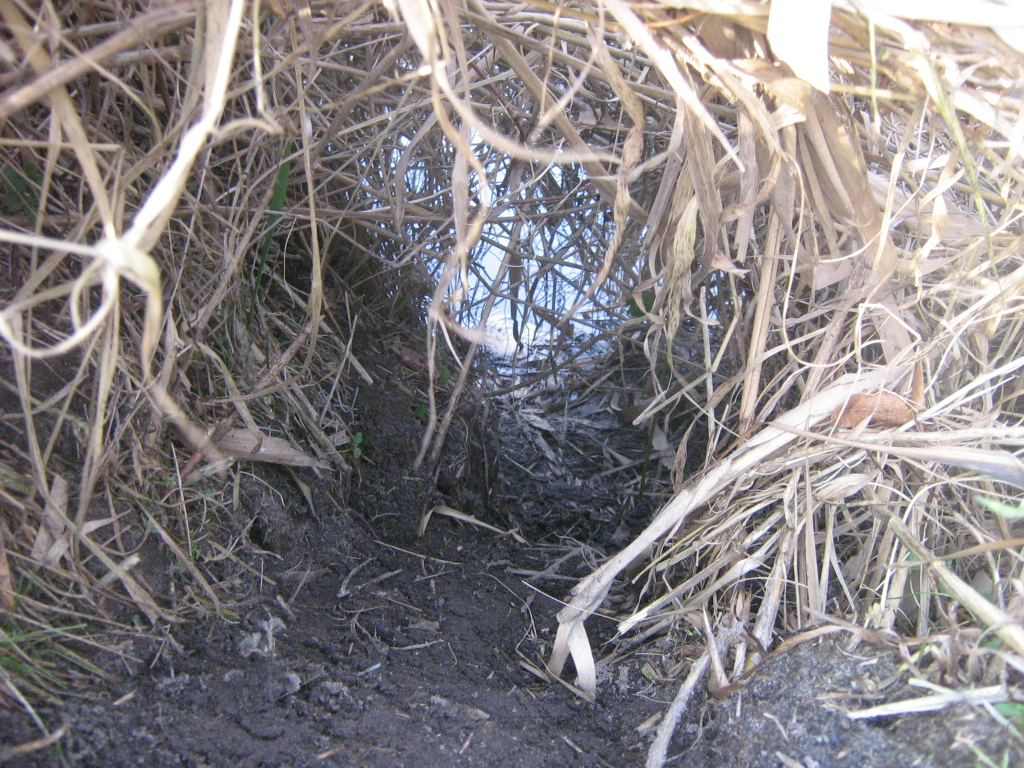
Típico trabajo de nutria.

La única especie autóctona de las marismas de Isla Cristina es la nutria (Lutra lutra). Aunque algunas especies de rata (rata almizclera o rata común) y ratones pueden estar presentes, no pertenecen propiamente a este ecosistema.